# Villebaudon
Villebaudon ist eine französische Gemeinde im Département Manche in der Normandie. Sie gehört zum Arrondissement Saint-Lô und zum Kanton Villedieu-les-Poêles-Rouffigny. Sie grenzt im Nordwesten an La Haye-Bellefond, im Nordosten an Moyon Villages mit Moyon, im Osten an Beaucoudray, im Süden an Percy und im Westen an Maupertuis.

## Bevölkerungsentwicklung
| Jahr      | 1962 | 1968 | 1975 | 1982 | 1990 | 1999 | 2008 | 2018 |
| --------- | ---- | ---- | ---- | ---- | ---- | ---- | ---- | ---- |
| Einwohner | 388  | 378  | 330  | 321  | 317  | 284  | 284  | 313  |

## Sehenswürdigkeiten

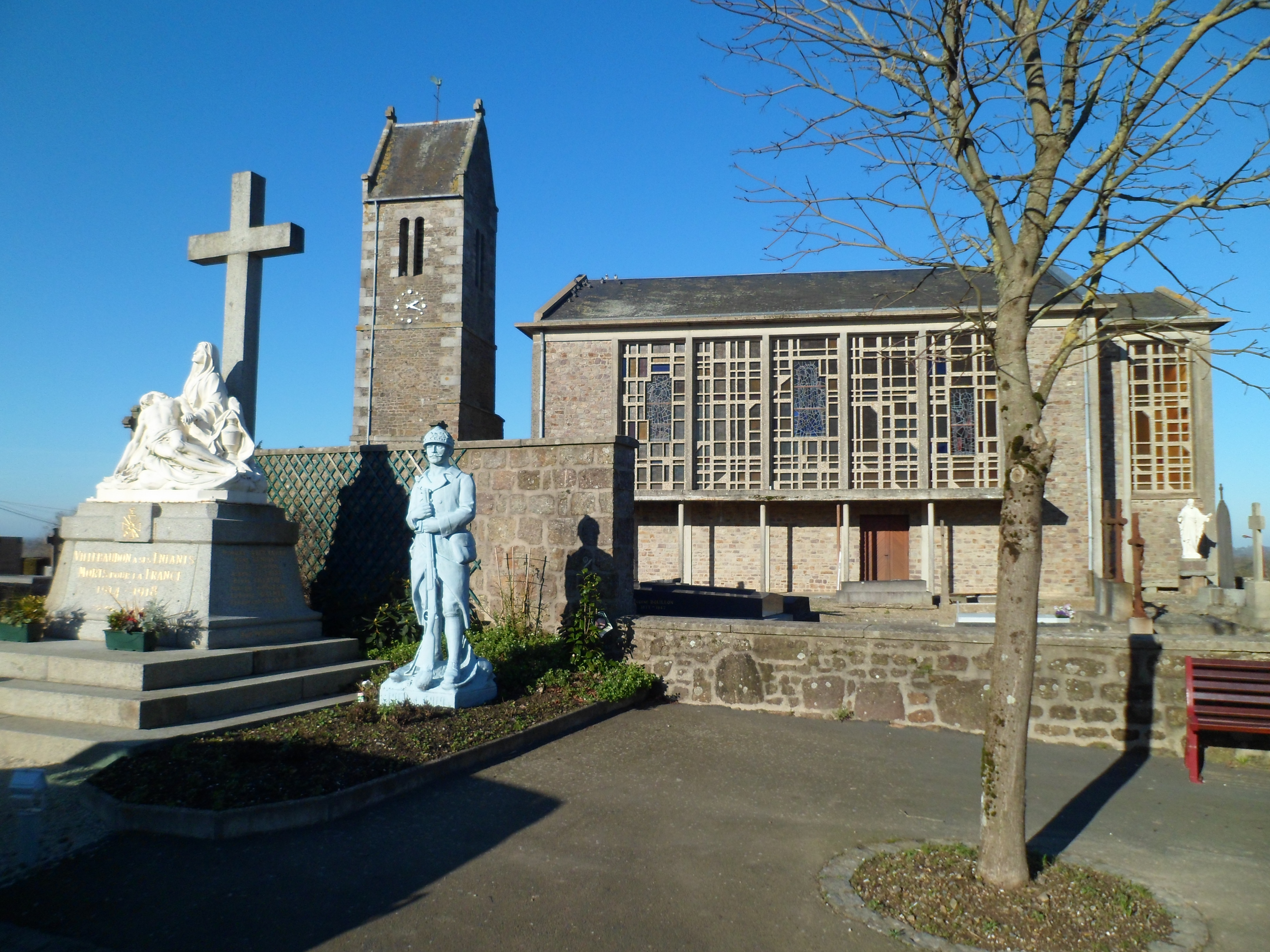
Kirche Sainte-Anne

- Kirche Sainte-Anne